# Główny Zarząd Polityczny Wojska Polskiego
Główny Zarząd Polityczny Wojska Polskiego (GZP WP), w latach 1944–1950 Główny Zarząd Polityczno-Wychowawczy Wojska Polskiego (GZPW WP) – Instytucja Centralna Ministerstwa Obrony Narodowej funkcjonująca w ludowym Wojsku Polskim  na prawach wydziału Komitetu Centralnego Polskiej Zjednoczonej Partii Robotniczej.

## Geneza powołania GZPW WP
Przede wszystkim poprzez tę instytucję Komitet Centralny Polskiej Partii Robotniczej sprawował ideowe i polityczne kierownictwo nad Wojskiem Polskim. Wskazania KC PPR wcielano w życie poprzez wszystkie ogniwa aparatu politycznego Wojska Polskiego.
Rozkaz Naczelnego Dowództwa WP nr 3 z dnia 8 sierpnia 1944 nakazywał: „Zarząd Polityczno-Wychowawczy Głównego Sztabu Formowania należy przeorganizować w Główny Zarząd Polityczno-Wychowawczy WP”.
Rozkaz organizacyjny wydany został dopiero 16 września 1944 roku, przyjmując za podstawę organizacji etat Nr 02/401 zarządu polityczno-wychowawczego dowództwa Frontu.
Struktura organizacyjna według etatu Nr 02/401
- Kierownictwo
  - szef GZPW – płk Wiktor Grosz (16 września 1944 – 9 maja 1945)
    - zastępca szefa GZPW – ppłk Mieczysław Wągrowski (16 września 1944 – 9 maja 1945)
    - oficer do zleceń
- Oddział organizacyjno-instruktorski (16 oficerów)
  - szef oddziału
    - zastępca
    - 10 instruktorów (w tym po dwóch do spraw lotnictwa, artylerii i wojsk pancernych)
    - wydział informacyjny.
- Oddział propagandy i agitacji (19 oficerów)
  - szef oddziału (zastępca szefa zarządu)
    - zastępca szefa oddziału
    - 4 starszych instruktorów do spraw propagandy i agitacji
    - 3 lektorów
    - 7 agitatorów
    - starszy instruktor do spraw pracy masowej
    - starszy instruktor

  - instruktor do spraw prasy
- Oddział pracy wśród wojsk i ludności nieprzyjaciela (15 oficerów i 4 szeregowców)
  - szef oddziału
    - wydział redakcyjno-wydawniczy
    - 6 starszych instruktorów
- Oddział personalny (12 oficerów i 1 podoficer)
  - szef oddziału
    - zastępca
    - 4 starszych instruktorów
    - 4 instruktorów
- Oddział zaopatrzenia w materiały kulturalno-oświatowe (9 oficerów i 1 podoficer)
  - szef oddziału
    - starszy instruktor do spraw zaopatrzenia w prasę i literaturę
      - instruktor do spraw zaopatrzenia w prasę i literaturę

    - starszy instruktor do spraw kina
    - inżynier do spraw kina
    - inżynier poligrafii
- Grupa inspekcyjna
- Wydział finansów
- Sekcja ogólna
- Ekspedycja

Ogółem według etatu: 87 oficerów (w tym 2 generałów), 10 podoficerów i 12 szeregowców.
Kolejne zmiany
Frontowy etat zarządu nie odpowiadał jednak warunkom działalności najwyższego organu polityczno-wychowawczego Wojska Polskiego. W listopadzie 1944 r. nastąpiły kolejne zmiany w strukturze organizacyjnej. Rozkazem Naczelnego Dowództwa WP nr 97 z 6 listopada 1944 r. przeniesiono Główny Zarząd Polityczno-Wychowawczy Wojska Polskiego na nowy etat. Wprowadził on kilka zmian w dotychczasowej strukturze organizacyjnej GZPW.
Stan osobowy zwiększył się o 52 osoby, a ponadto:
utworzono:
- oddział „pracy z oficerami”
- w oddziale propagandy i agitacji utworzono wydziały:
  - redakcyjno-wydawniczy
  - kulturalno-artystyczny
  - nauki języka polskiego
  - wydział propagandy wśród wojsk i ludności nieprzyjaciela,

rozformowano:
- oddział pracy wśród wojsk i ludności nieprzyjaciela

zmieniono nazwę:
- oddział organizacyjno-instruktorski na oddział ogólnoorganizacyjny”
- oddział zaopatrzenia w materiały kulturalno-oświatowe na oddział zaopatrzenia w sprzęt i pomoce naukowe i dodano:
  - wydział finansowy
  - wydział ekspedycji.

Na podstawie rozkazu Nr 040/Org. Ministra Obrony Narodowej z dnia 28 kwietnia 1950 roku GZPW WP został przeformowany w Główny Zarząd Polityczny Wojska Polskiego według etatu Nr 30/62.

## Instytucje podległe
Teatr Wojska Polskiego utworzony rozkazem Naczelnego Dowództwa WP nr 85 z 28 października 1944 r. z przekształcenia działającego od roku 1943 Teatru 1 Dywizji WP im. Tadeusza Kościuszki. W celu cyt. „ujednolicenia wysiłków artystycznych żołnierzy, w celu nadania właściwego kierunku pracy teatrów i teatrzyków żołnierskich oraz w celu rozwijania patriotyzmu żołnierzy i zapoznania ich z arcydziełami polskiej i światowej literatury teatralnej, utworzyć teatr WP, podległy Głównemu Zarządowi Polityczno-Wychowawczemu WP”. Teatr Wojska Polskiego organizowano wspólnie z Resortem Kultury i Sztuki. Swoją siedzibę miał w Lublinie, następnie w Łodzi. Podlegały mu Teatry Domów Żołnierza (działające w kilku miastach, m.in. w Poznaniu, Warszawie).
Wytwórnia Filmowa (Czołówka) powołana do życia rozkazem Naczelnego Dowództwa WP nr 97 z 5 listopada 1944 r. na podstawie etatu nr SzG/37. Na tym etacie wytwórnia pozostawała jeszcze w 1945 r., po czym na mocy rozkazu Naczelnego Dowództwa WP nr 144 przeszła na nowy etat (SG/12). W myśl powyższego rozkazu wytwórnia filmowa była samodzielną jednostką gospodarczą, podległą Głównemu Zarządowi Polityczno-Wychowawczemu.
Muzeum Wojska Polskiego w Warszawie reaktywowane na mocy rozkazu Naczelnego Dowództwa WP nr 27 z 16 września 1944 r. Początkowo muzeum wchodziło w skład wydziału odbudowy dorobku kultury wojskowej Wojskowego Instytutu Naukowo-Wydawniczego, a następnie istniało jako jego samodzielna jednostka. Z kolei rozkazem Naczelnego Dowództwa WP nr 218/Org Muzeum Wojska Polskiego otrzymało nowy etat nr 30/20 (32 osoby) i zostało podporządkowane Głównemu Zarządowi Polityczno-Wychowawczemu WP.
Centralny Dom Żołnierza powstały jesienią 1944, a następnie rozkazem Naczelnego Dowództwa WP nr 64/0rg. z 18 listopada 1944 zreorganizowany według etatu nr OSzG/45. Początkowo mieścił się w Lublinie, a następnie, w 1945, został przeniesiony do Warszawy.
Centralne Archiwum Wojskowe utworzone rozkazem Naczelnego Dowództwa WP nr 194/Org. według etatu nr 30/8 o stanie osobowym 57 ludzi. Archiwum funkcjonowało początkowo w Oliwie, a następnie zostało przeniesione do Warszawy.
Centralna Szkoła Oficerów Polityczno-Wychowawczych
Wydział wojskowych spraw zagranicznych
Redakcje czasopism:
- Polska Zbrojna
- Żołnierz Polski
- Skrzydlata Polska

## Szefowie GZPW WP i GZP WP oraz ich zastępcy
Szefowie GZPW WP
- gen. bryg. Wiktor Grosz (IX 1944 – VIII 1945)
- gen. bryg. Piotr Jaroszewicz (p.o. VIII – XII 1945)
- gen. bryg. Konrad Świetlik (XII 1945 -XI 1946)
- gen. bryg. Janusz Zarzycki (XI 1946 – XII 1947)
- gen. bryg. Eugeniusz Kuszko (XII 1947 -X 1948)
- gen. bryg. Mieczysław Wągrowski (X 1948 – XI 1949)

Szefowie GZP WP – Wiceministrowie ON
- gen. bryg. Edward Ochab (XI 1949 – VI 1950)
- gen. bryg. Marian Naszkowski (VI 1950 – X 1952)
- gen. dyw. Kazimierz Witaszewski (X 1952 – X 1956)
- gen. dyw. Marian Spychalski (X – XI 1956)
- gen. dyw. Janusz Zarzycki (XI 1956 – VI 1960)
- gen. dyw. Wojciech Jaruzelski (VI 1960 – II 1965)
- gen. dyw. Józef Urbanowicz (II 1965 – III 1971)
- gen. dyw. Jan Czapla (III 1971 – VI 1972 – nie był wiceministrem ON)
- gen. broni Włodzimierz Sawczuk (VI 1972 – V 1980)
- gen. broni Józef Baryła (V 1980 – I 1986)
- gen. broni Tadeusz Szaciło (I 1986 – XII 1989 – nie był wiceministrem ON)

I Zastępcy Szefa GZP WP
- gen. bryg. Jan Czapla (1965-1971)
- gen. dyw. Mieczysław Grudzień (1971-1972)
- gen. dyw. Józef Baryła (1972-1980)
- gen. dyw. Henryk Koczara (1980-1983)
- gen. dyw. Tadeusz Szaciło (1983-1986)
- wiceadm. Ludwik Dutkowski (1986-1989)